# Mendip
Mendip war ein District in der Grafschaft Somerset in England, der nach den Mendip Hills benannt war. Verwaltungssitz war Shepton Mallet; weitere bedeutende Orte waren Evercreech, Frome, Glastonbury, Street und Wells.
Der Bezirk wurde am 1. April 1974 gebildet und entstand aus der Fusion des Municipal Borough, der City Wells, der Urban Districts Frome, Shepton Mallet und Street, der Rural Districts Frome, Shepton Mallet und Wells sowie Teilen der Rural Districts Ashbrigde und Clutton. Zum 1. April 2023 fusionierte Mendip mit Sedgemoor, Somerset West and Taunton und South Somerset zur Unitary Authority Somerset.

## Bedeutende Gebäude
Das Beckington Castle ist ein historisches Wohnhaus im Dorf Beckington
Koordinaten: 51° 11′ 27,5″ N, 2° 32′ 52,3″ W